# Ixamatus rozefeldsi
Ixamatus rozefeldsi là một loài nhện trong họ Nemesiidae.
Ixamatus rozefeldsi được miêu tả năm 1985 bởi Raven.